# 通信士・機銃手章
通信士・機銃手章(ドイツ語: Fliegerschützenabzeichen für Bordfunker)は、ナチス・ドイツの勲章。正式名称は空軍通信士・機銃手・航空機関士章(ドイツ語: Luftwaffen-Fliegerschützen-Bordfunker-und Bordmechanikerabzeichen)だが、一般的には上記のように呼ばれる。

## 概要
1935年に制定された。二か月以上の訓練、もしくは5回以上の出撃が受章条件となっていたが、戦闘中に負傷した場合は条件が免除された。1942年6月に機銃手・航空機関士章が設立され、通信士・機銃手章は廃止された。
佩用する際は制服の左胸ポケットに付けるが、一級鉄十字章など高位勲章がある場合はその下に佩用した。
勲章は当初アルミニウムで作られていたが、戦争の終盤に差し掛かると次第に単純な金属合金が用いられるようになった。また、戦闘服に佩用するため、布製の通信士・機銃手章も生産された。